# Dror Kashtan
Dror Kashtan (en hebreo: דרור קשטן‎; Petah Tikvah, 1 de octubre de 1944-15 de enero de 2024) fue un futbolista y entrenador de fútbol israelí, que dirigió la selección nacional del país.

## Carrera deportiva
Como futbolista trabajó en la Hapoel Petah Tikva y el Hapoel Kfar Saba FC, fue internacional en tres ocasiones con Israel. 
Como entrenador, fue el técnico más laureado del fútbol israelí, 6 títulos de liga, con cuatro equipos distintos, 5 copas y 3 Toto Cup le avalan. También consiguió sendos dobletes con el Maccabi Haifa FC y el Hapoel Tel Aviv FC.
Llevó de su mano al Hapoel Tel Aviv a los cuartos de final de la Copa de la UEFA en 2000-01, lo que le dejó muy cerca de convertirse en seleccionador nacional, algo que no ocurrió debido a sus diferencias con la IFA. 
Como seleccionador, Kashtan llegó a un acuerdo con el Hapoel Tel Aviv FC para seguir en el club hasta que acabe el contrato.

## Logros

### Como jugador
- Liga Premier de Israel (1): 1962-63
- AFC Youth Championship (1): 1964[2]

### Como entrenador
- Liga Premier de Israel (6): 1981-82, 1986-87, 1992-93, 1995-96, 1997-98, 1999-2000
- Copa de Israel (6): 1984, 1986, 1989, 1996, 2000, 2006
- Toto Cup (3): 1997-98, 2001-02, 2004-05